# Bailleul-lès-Pernes
Bailleul-lès-Pernes è un comune francese di 375 abitanti situato nel dipartimento del Passo di Calais nella regione dell'Alta Francia.

## Società

### Evoluzione demografica
Abitanti censiti